# UC-67号潜艇
陛下之UC-67号艇是德意志帝国海军于第一次世界大战期间建造的其中一艘UC-II型近岸布雷潜艇或称U艇。它由汉堡的布洛姆与福斯船厂承建，于1916年8月6日新船下水，至同年12月10日交付使用。其全长50.35米，水面及水下排水量分别为427吨和508吨，艇载武器则包括三具鱼雷发射管、六具水雷滑射槽以及一门88毫米口径甲板炮。UC-67号入役后曾被部署至驻普拉的地中海区舰队，并参与了地中海潜艇战。通过其十一次巡逻，共击沉54艘协约国或中立国舰船，累计总吨位逾94120吨。战后，根据对德停战协定的要求，该艇于1919年1月16日被引渡至英国哈维奇正式投降，至1919－1920年间在布莱顿渡口拆解报废。

## 设计
1915年秋天，由于中立国美国的干预，U艇战几乎陷入停顿，导致德国广泛开展《国际法》所允许的水雷战，从而使布雷潜艇的需求量相应增加。德意志帝国海军潜艇监察局（Inspektion des U-Bootwesens）的开发部门留意到了这一点，遂以UB-II型为基础，按照兼顾布雷效率和生产速度的要求，以41号工程的名义设计了UC-II型潜艇。为了弥补前型UC-I型的缺陷，UC-II型艇不仅更大，而且采用双轴推进系统。然而，与前型最主要的区别在于，UC-II型艇重新运用了双壳体结构。但它并非纯粹的双体潜艇，而是一种中间过渡型；因为外层没有封闭耐压壳体，而是作为鞍形水柜附在上方。
UC-67号是64艘UC-II型方案的其中一艘。这个亚型的艇体结构与UB-II型类似，但体积更大，全长为50.35米，并有3.64米的吃水深度；由于不再考虑铁路运输的装载限界，舷宽也得以增至5.22米。其水上和水下排水量分别为427吨和508吨。艇只采用两台猛狮六缸四冲程600匹公制馬力（440千瓦特）柴油机用于水面运行，以及两台620匹公制馬力（460千瓦特）的西门子-舒克特电动发电机用于水下航行；水面最高航速12節（22每小時），水下7.4節（13.7每小時）；能够在水面以7節（13每小時）航速续航10,420海里（19,300），或以4節（7.4每小時）连续在水下航行52海里（96）而无需充电。其潜没需时约为30秒，能够在50米的深度下运作。
作为布雷潜艇，UC-67号改将六具布雷滑射槽安装在艇体前部，每具储存井内的水雷数量增至3枚，即合共18枚UC200型水雷。布雷时只需将存储井底部的盖板打开，水雷便可凭借自身重量滑入水中。随着滑射槽长度增加，艇体艏楼的上层建筑被抬高，上层建筑与司令塔之间的凹陷处布置了一门88毫米30倍径速射炮作为甲板炮。但由于位置相对较低，火炮甲板在恶劣海况下很容易被涌浪淹没。此外，UC-67号还装备有三具500毫米鱼雷发射管，这极大提升了潜艇的攻击能力。其中艇艏两具外置在两侧、艇艉一具则为内置式，并可搭载合共7枚G6型鱼雷。其标准船员编制为3名军官及23名水兵。

## 历史
1916年1月12日，在海军元帅阿尔弗雷德·冯·提尔皮茨的倡议下，国家海军办公室分别向五家德国造船厂发包第三批次的UC-II型潜艇。UC-67号因此成为汉堡布洛姆与福斯船厂承建的该批次三号艇，建造编号为283。它于1916年8月6日新船下水，至同年12月10日在曾历任UB-13、UB-2、UB-6和UB-40号艇长的海军中尉卡尔·诺伊曼的指挥下交付使用，随即展开海试。在诺伊曼之后，马丁·尼莫拉中尉也曾担任该艇的末任指挥官，他在二战期间成为著名的神学家和纳粹抵抗斗士。完成海试后，UC-67号于1917年3月8日从黑尔戈兰岛启程，经由费马恩湾和苏格兰前往地中海。继沿途击沉四艘葡萄牙渔船、一艘瑞典和一艘英国货轮后，该艇穿越直布罗陀海峡，于29日抵达奥匈帝国军港卡塔罗，并加入驻当地的普拉区舰队。
在地中海服役期间，UC-67号参与了地中海潜艇战，足迹遍及利古里亚海、第勒尼安海、西西里海峡和突尼斯湾等多处水域。通过其十一次布雷及破交战巡逻，UC-67号合共击沉协约国或中立国的49艘商船、1艘军舰和4艘辅助军舰，累计总吨位逾94120吨。其中，体积最大的受害者是容积总吨为8271吨的英国医疗船多佛尔城堡号；它于1917年5月26日从马耳他前往直布罗陀的途中，在距邦纳以北约50海里（93）处遭诺伊曼发射鱼雷击中。最初的爆炸造成7名锅炉工死亡，但船员成功将伤员疏散到变色龙号驱逐舰上。船长和一小队船员试图挽救这艘船，但一小时后它被第二枚鱼雷击中，并于三分钟后沉没。遭UC-67号击沉的唯一一艘军舰则是排水量为834吨、隶属意大利皇家海军的鱼雷巡洋舰（后改造为布雷舰）帕耳忒诺珀号，它于1918年3月24日在比塞大对开被鱼雷击中后沉没，但未造成人员伤亡。
1918年10月，随着奥匈帝国解体并退出战争，地中海区舰队的所有适航潜艇都必须突破封锁遣回德国，以免落入敌手。UC-67号成为最后一批返程的德国U艇之一，它是经直布罗陀海峡航行，绕过爱尔兰岛和赫布里底群岛前往波罗的海入口处，至1918年11月29日才抵达基尔，彼时战争已结束。根据对德停战协定的要求，UC-67号于1919年1月16日被引渡至英国哈维奇正式向协约国投降。它于同年3月3日运抵布莱顿渡口拆解报废，发动机则由英国海军部作价4000英镑售予T·W·沃德公司。

## 袭击历史摘要
| 日期           | 船名                         | 船籍           | 吨位 | 结局 |
| -------------- | ---------------------------- | -------------- | ---- | ---- |
| 1917年3月17日  | 四月初花号                   | 葡萄牙         | 20   | 击沉 |
| 1917年3月17日  | 修复者号                     | 葡萄牙         | 25   | 击沉 |
| 1917年3月17日  | 丽塔二号                     | 葡萄牙         | 27   | 击沉 |
| 1917年3月17日  | 玫瑰圣母号                   | 葡萄牙         | 22   | 击沉 |
| 1917年3月18日  | 维多利亚号                   | 瑞典           | 1226 | 击沉 |
| 1917年3月25日  | 尤金妮女王号                 | 英国           | 4359 | 击沉 |
| 1917年4月26日  | 切特西号                     | 英国           | 3264 | 击沉 |
| 1917年4月27日  | 格伦克鲁尼号                 | 英国           | 4812 | 击沉 |
| 1917年4月27日  | 卡鲁马号                     | 英国           | 2995 | 击沉 |
| 1917年5月23日  | 埃尔姆穆尔号                 | 英国           | 3744 | 击沉 |
| 1917年5月26日  | 多佛尔城堡号                 | 英國皇家海軍   | 8271 | 击沉 |
| 1917年6月14日  | 鲁泽城堡号                   | 英国           | 4439 | 击伤 |
| 1917年6月30日  | 新加斯佩里诺·加布里埃莱号    | 義大利王國     | 35   | 击沉 |
| 1917年7月1日   | 安吉拉·马德雷号              | 義大利王國     | 81   | 击沉 |
| 1917年7月1日   | 米太亚德·安布里柯斯号        | 希腊           | 3448 | 击沉 |
| 1917年7月3日   | 剑桥城号                     | 英国           | 3788 | 击沉 |
| 1917年7月7日   | 米兰号                       | 義大利王國     | 143  | 击沉 |
| 1917年7月7日   | 绍辛纳号                     | 英国           | 3506 | 击沉 |
| 1917年7月12日  | 弗朗西斯科号                 | 義大利王國     | 151  | 击沉 |
| 1917年7月12日  | 莱昂纳多·G号                 | 義大利王國     | 51   | 击沉 |
| 1917年8月14日  | 隆巴多号                     | 義大利王國     | 3029 | 击沉 |
| 1917年8月17日  | 玛德琳三号                   | 法国海军       | 149  | 击伤 |
| 1917年8月18日  | 波利塔尼亚号                 | 英国           | 3133 | 击沉 |
| 1917年8月21日  | 古德伍德号                   | 英国           | 3086 | 击沉 |
| 1917年8月23日  | 弗拉泰利·达涅利号            | 法國           | 94   | 击沉 |
| 1917年10月4日  | 斯特拉号                     | 法国海军       | 216  | 击沉 |
| 1917年11月11日 | 索思盖特号                   | 英国           | 3661 | 击伤 |
| 1917年11月25日 | 主动号                       | 義大利王國     | 24   | 击沉 |
| 1917年12月1日  | 福玻斯号                     | 法国海军       | 不详 | 击沉 |
| 1917年12月2日  | 朗斯河号                     | 法國           | 2610 | 击沉 |
| 1917年12月3日  | 卡门号                       | 義大利王國     | 5479 | 击沉 |
| 1917年12月5日  | 格林威治号                   | 英国           | 2938 | 击沉 |
| 1917年12月8日  | 维特多利亚号                 | 義大利王國     | 53   | 击沉 |
| 1918年1月20日  | 福斯蒂娜·B号                 | 義大利王國     | 105  | 击沉 |
| 1918年1月23日  | 凯尔比安号                   | 法国海军       | 195  | 击沉 |
| 1918年1月23日  | 德龙号                       | 法国海军       | 3236 | 击沉 |
| 1918年1月24日  | 科西嘉号                     | 法国海军       | 1160 | 击沉 |
| 1918年1月26日  | 伊里翁多部长号               | 阿根廷         | 1753 | 击沉 |
| 1918年1月27日  | 阿蒂利奥号                   | 義大利王國     | 210  | 击沉 |
| 1918年1月28日  | 乌剌尼亚号                   | 義大利王國     | 373  | 击沉 |
| 1918年1月29日  | 朱塞佩·B号                   | 義大利王國     | 39   | 击沉 |
| 1918年1月29日  | 天堂玛利亚号                 | 義大利王國     | 114  | 击沉 |
| 1918年2月10日  | 罗姆福号                     | 英国           | 3035 | 击沉 |
| 1918年3月9日   | 约兰达号                     | 義大利王國     | 187  | 击沉 |
| 1918年3月9日   | 帕斯夸里纳号                 | 義大利王國     | 80   | 击沉 |
| 1918年3月11日  | 的黎波里号                   | 義大利王國     | 824  | 击沉 |
| 1918年3月14日  | 让娜号                       | 法國           | 145  | 击沉 |
| 1918年3月15日  | 阿莫尼亚号                   | 加拿大         | 5226 | 击沉 |
| 1918年3月20日  | 马特奥·雷纳托·因布里亚尼号   | 義大利王國     | 5882 | 击沉 |
| 1918年3月22日  | S·朱塞佩·C号                 | 義大利王國     | 53   | 击沉 |
| 1918年3月24日  | 帕耳忒诺珀号                 | 意大利皇家海军 | 834  | 击沉 |
| 1918年3月25日  | 弗朗西斯科·安东尼奥·阿耶洛号 | 義大利王國     | 44   | 击沉 |
| 1918年3月25日  | 启蒙号                       | 義大利王國     | 47   | 击沉 |
| 1918年3月26日  | 伊利莎贝塔号                 | 義大利王國     | 45   | 击沉 |
| 1918年7月6日   | 伯特兰号                     | 英国           | 3613 | 击沉 |
| 1918年9月7日   | 贝尔班克号                   | 英国           | 3250 | 击沉 |
| 1918年9月16日  | G·沃亚济德斯号               | 希腊           | 3040 | 击沉 |

## 脚注
1. 1 2 3  Helgason, Guðmundur. . German and Austrian U-boats of World War I - Kaiserliche Marine - Uboat.net.   [2009-02-23].
2. ↑  Tarrant，第173頁.
3. 1 2 3  Gröner 1991，第31-32頁.
4. 1 2  Helgason, Guðmundur. . German and Austrian U-boats of World War I - Kaiserliche Marine - Uboat.net.   [2015-03-03].
5. ↑  Helgason, Guðmundur. . German and Austrian U-boats of World War I - Kaiserliche Marine - Uboat.net.   [2015-03-03].
6. ↑  陈进，第48頁.
7. ↑  . Navypedia.   [2022-09-16]. （原始内容存档于2023-01-20）.
8. ↑  陈进，第46頁.
9. ↑  Perepeczko，第300頁.
10. 1 2  Helgason, Guðmundur. . German and Austrian U-boats of World War I - Kaiserliche Marine - Uboat.net.   [2015-03-03].
11. ↑  Helgason, Guðmundur. . German and Austrian U-boats of World War I - Kaiserliche Marine - Uboat.net.   [2022-12-30].
12. ↑  Helgason, Guðmundur. . German and Austrian U-boats of World War I - Kaiserliche Marine - Uboat.net.   [2022-12-30].
13. ↑  Perepeczko，第456-457頁.
14. ↑  Dodson & Cant，第131頁.